# Anell C
L'anell C és un dels anells de Saturn. És més interior que l'anell B i s'estén des dels 72.500 km als 92.000 km des del centre de Saturn. L'anell C i la divisió de Cassini presenten moltes semblances estructurals, a més de la seva relativa falta de color roig, grau semblant de transparència i escassetat de partícules xicotetes. Ambdós manifesten bandes discretes, regularment espaiades i de brillantor uniforme. L'un i l'altra contenen també buits estrets, de vores ben definides i completament buides amb una amplària radial de 50 a 350 quilòmetres. Alguns dels buits posseïxen, a més, xicotets anells més prims encara, de vores igualment ben definides i molt opaques. Diversos d'aquestos últims anells són excèntrics, és a dir, no circulars, i d'amplària no uniforme.